# パーパー
パーパーは、マセキ芸能社に所属する日本の男女お笑いコンビ。

## メンバー
- ほしのディスコ（本名:星野 一成〈ほしの かずなり〉[2]1989年10月23日（35歳） - ）ツッコミ（たまにボケ）・ネタ作り担当
  - 群馬県利根郡白沢村[3]（現・沼田市）出身[2]。
  - 群馬県立沼田高等学校卒業[2]。高校時代は演劇部に所属[4]。
  - 身長166cm、足26.5cm。血液型O型[2]。独身。
  - NSC（吉本総合芸能学院）東京校15期（2009年度）出身[5]。
  - お笑いは小学生の時から好きで、小学生の頃に『笑う犬の冒険』（フジテレビ）のコントを休み時間に真似しており[6]将来は芸人になりたいと思っていた。そして高校生だった2005年の時に『田舎に泊まろう!』（テレビ東京）で松本康太（レギュラー）がほしのの自宅に泊まりに来たことによって憧れは決意に変わり、本格的にお笑いを目指すようになった[7]。
  - 親戚が東京都足立区に居たため、上京して最初に住んだのも足立区だった[8]。
  - かつては吉本興業に所属しコンビ『カーディガン』として活動していたが、2013年解散と同時に退所した[9][10]。その後、コンビ『ほしのしみず』として活動していた[11]。
  - 2018年8月14日に放送された『ウチのガヤがすみません!』（日本テレビ）の企画で、のっち（Perfume）によって命名された「三人合わせて星野です」（さんにんあわせてほしのです）へと芸名を改名した[12]。この芸名はPerfume定番の挨拶「三人合わせてPerfumeです」に由来し、ほしのは以前から「もしPerfumeに会えたら『ディスコ』をお返ししないといけない」と思っており、この番組で本当に会えたことで「ディスコ」を返すことに決めたのが改名のきっかけだった[13]。改名後、テレビ局での入館手続きの際によく3人組だと間違われて手続きにすごく時間がかかってしまったことがあるという[14]。
  - 2019年12月31日、自身のブログにて芸名を元のほしのディスコに戻す旨を発表した。「Perfumeさんもファンの方々もとても大切にされている『三人合わせて』という自己紹介を、いちファンの僕なんかが名乗る事はとても恐れ多い」「やはり『三人合わせて』はPerfume」と思い直したのをその理由としている[15]。
  - 2020年のR-1ぐらんぷりで初の決勝進出を果たした。
  - 2020年、カーディガン時代の元相方からの誘いでYouTubeチャンネル『ほしのディスコちゃんねる』を開設[16]。アップロードした「歌ってみた」動画が注目される[17]。
- あいなぷぅ（本名:山田 愛奈〈やまだ あいな〉1994年2月4日（31歳） - ）ボケ（たまにツッコミ）担当
  - 2018年1月に本名から愛称の「あいなぷぅ」（「ぷー」ではなく「ぷぅ」）[18]に芸名を改めた[19]。
  - 愛知県一宮市出身[2]。
  - 名古屋コミュニケーションアート専門学校 アニメ声優コース卒業[2]。
  - 身長152.5cm、体重50.6kg[20]、足23cm。血液型A型[2]。独身。
  - 書道で硬筆初段と毛筆初段、秘書技能検定3級、全商珠算・電卓実務検定3級の各資格を持つ[2]。
  - 元々は声優志望で、専門学校のアニメ声優コースを卒業[11]。お笑いには全く興味が無かったが狩野英孝の大ファンで、彼に会えるという理由だけでほしのと同じマセキタレントゼミナールに入学。入学後も東京には移り住まず、実家から週一回、高速バスで通っていた[11]。

## 略歴
相方の引退により「ほしのしみず」を解散したほしのが、マセキタレントゼミナールで学ぶ芸人の卵の中から新たな相方を探していたところ、「気合が入っている子だな」と感じたあいなぷぅを見つけ、ほしのが「ネタを書くから」と誘い2014年に結成。コンビ名の由来は、あいなぷぅの地元愛知県の方言で窓を開けっ放しにする意味の「パーパーにする」から。この「パーパー」という音の響きを可愛いと思っていたことから、あいなぷぅが名付けた。
2015年にマセキ芸能社のオーディションへ合格、同社所属となる。
2016年、キングオブコント準決勝進出。
2017年、『あなたが選ぶ!お笑いハーベスト大賞2017』で優勝、キングオブコント決勝進出。
2018年3月2日から4日の3日間にわたり、初単独ライブ『ほいほいはひふへほ』（東京・中野 劇場MOMO）を行った（この模様は2018年4月6日・4月13日の2週にわたってテレ朝チャンネルで放送）。
2021年2月2日『でっけぇ風呂場で待ってます』（日本テレビ）でテレビドラマ初出演。
2022年4月27日、ほしのが寺岡呼人のプロデュースにより、本名の「星野一成」名義でドリーミュージックから「いとしの悪魔ちゃん」でメジャーデビュー。6月8日に、同曲を含むCD「ほしのディスコEP」がリリースされることとなった。

## 芸風
主にコント。あいなぷぅがダメな彼女を演じ、ほしのがそれに振り回されるカップルコントで、あいなぷぅが理不尽なことや無理難題を押し付けはっきりものを言うキャラを、ほしのは台詞や動きが「キモい」と言われあいなぷぅの言動にぼやいたり釈明したりするキャラを演じるネタがほとんど。2人ともネタと地の自分とは「いつも通りだし、普段と同じ」とのこと。コントでは本名を用いず、「えりちゃん」「ケンジくん」などの役名を使うことが多い。また、最後はほしのの一言コメントで締めくくる形となっている。ほしのは最初「バカリズムさんのような世界観で笑わせたかった」と話しているが、自分をあいなぷぅに振り回される役にするというネタの傾向にしたら客の反応が見違えるように良くなり今は自分が笑われるネタばかりになったという。「自分たちの見た目的にリアルになってしまう」という理由から下ネタは避けている。
先述の通り、ネタ作りはほしのが担当している。休日を利用して長時間かけて作り、何度も練り直しているためネタが仕上がるのはいつも出演当日の1 - 2時間前頃ということで、あいなぷぅとの打ち合わせもその時にやっている。あいなぷぅは当日までどのネタをやるかは知らされていない。また、あいなぷぅは「ネタは舞台を降りた時に忘れてしまう」と述べている。
公園でネタ合わせをしていると周りから「カップルが喧嘩している」ように見られるため、ネタ合わせはカラオケボックスで行っている。小道具がこれといってなく稽古もあまりしないため、お笑いにかかる費用が少ないという。
1か月以内に入れるライブの本数は10本～15本が限界らしく、「1つ1つ本気で取り組むにはこれが限界」とのこと。また、アルバイトを優先させるためという理由もあったが、2023年時点で二人ともアルバイトはしていない。

## 人物像・エピソード

### コンビ
ほしのは2018年2月のインタビューで「相方のプライベートは全く知らないです」と話していた。あいなぷぅがほしのに対して返事をしないなどコンビ仲の悪さでも知られ、以前は「ネタ合わせすら嫌だった」といい、コントの中でも2人には常に一定の距離があり身体が接触するシーンはほぼ無かった。ほしのはゴッドタンのマジ歌選手権にて「結成当初に女として見て、すぐにバレた」「ライブで容姿を上からイジってガッツリ嫌われた」と原因を明かした。しかしほしのが「歌うま芸人」としての人気が高まってから、2人のお笑いへの情熱が同じくらいになったためにコンビ仲が改善し、2021年2月に初出演したテレビドラマではカップルYouTuberを演じた。あいなぷぅは「パーパーが仲良くなった今だからこそできる役」とコメントしている。2023年時点では再び関係が悪化している模様だがインタビューではネタとして披露されることが多い。

### ほしの
- 趣味は音楽鑑賞、カラオケ。特技は女性歌手の曲も原曲のキーで歌えること[2]。Perfume、クリープハイプのファン[33]。芸名「ほしのディスコ」はPerfumeの楽曲『チョコレイト・ディスコ』に由来する[34]。というのは一見向きの理由で本当は同じくPerfumeの楽曲『ワンルーム・ディスコ』に由来している。
- 『星のカービィ』が好き[35]。
- 2018年末頃にカリンバを購入し、練習している[6]。
- 「解散したくないから」という理由で相方・あいなぷぅには普段から敬語を使い気遣っている[23]。
- M-1グランプリ2020にはスーパー3助（にゃんこスター）との即興コンビ『ハイトーン兄弟』として出場[36]。
- バラエティ番組『有吉の壁』（日本テレビ）内のコーナー「ブレイク芸人選手権」から誕生した準レギュラー芸人による2.7次元アイドルグループ「KOUGU維新」ではメンバーとして丸ノコという名前で活動中。
- 2023年4月発刊の初エッセイ本「星屑物語」において自身の生い立ちや病気「口唇口蓋裂」について公表した[37]。
- 2023年8月から西川サスケとのロックバンド『ホシアイ』としての活動を開始[38]。
- 2023年9月1日、出身地である群馬県沼田市の親善大使に任命される[3]。
- 2024年2月5日発売の『ビッグコミックスピリッツ』10号より同年6月3日発売の27号まで連載された漫画『星野くん、したがって！』の原作を担当。漫画はオジロマコトが描いている[39][40]。

### あいなぷぅ
- 趣味はアニメ観賞、漫画を読むこと、食べ放題[2]。
- 特技はソフトテニス[2]。
- 甘党[2]。
- アミューズメントカジノのディーラーとしてアルバイトをしていた。接客業希望だったが飲食業はやりたくなかったため、これに決めたという[8]。2022年10月時点では辞職している[41]。
- 目標は好きなテレビアニメ『名探偵コナン』に出演すること。今に至るまでお笑いは何となくやってるような感じで興味がなく、一生の仕事とは考えていない[7][11]。「ネタは楽しいといったものは別になく職業としてやっている感覚であり、ネタにもこだわりはなく相方・ほしのからもらったものを100%やるだけ」と話している[6]。
- 元AV女優の高橋しょう子とは同じ小学校・中学校の同級生[42]。
- 2019年の『女芸人No.1決定戦 THE W』にてアンゴラ村長（にゃんこスター）とのユニット『にゃんパー』を組んで出場、準決勝まで進出した。その後もにゃんパーとしての活動も継続し、2020年8月30日にYouTubeチャンネル『にゃんパーのコント勉強中』を開設した[43]。（2023年7月時点では閉鎖）
- 結婚願望があり、結婚したら芸能界引退を決めている。しかし占い結果に人生を委ねさらに占い結果の統計を取っており、2023年時点では結婚しても仕事を続けるとしている。
- 2022年5月25日放送の『有吉の壁』で佐藤栞里の代理アシスタントを務めるにあたり、目元を整形したことを同番組の公式YouTubeチャンネルおよび番組内で告白した[44]。費用は30万かかったという[45]。
- 2023年のTHE Wにかりこる（フタリシズカ）とのユニット『ピンクマッシュルーム』を組んで出場[46]。

## 出演

### テレビバラエティ

#### 現在の出演番組
レギュラー
- BOOM BOOM BOOM ch.（スペースシャワーTV、2021年12月24日 - ）- ほしの
- おかあさんといっしょ アニメ「やくめをおえてこのたび自由になりました団」（NHK、2023年3月29日 - ）- ほしの
- 恋はロケ中に！（CBCテレビ、2025年7月5日 - ） - あいなぷぅ

不定期・単発・ゲスト出演など
- ネタパレ（フジテレビ、2017年8月18日 - 初出演）
- にちようチャップリン（テレビ東京、2017年8月20日 - 初出演）
- ゴッドタン（テレビ東京、2017年10月8日初出演）
- 有吉の壁（日本テレビ、2017年12月29日 - 初出演）
- エンタの神様（日本テレビ、2018年3月24日 - 初出演）
- 22/7 計算中（TOKYO MX、2019年5月以後「22/7 検算中」を含む） - ほしの
- 全力!脱力タイムズ（フジテレビ、2021年1月15日 - ほしの、2021年7月2日以後不定期 - コンプライアンス委員会 - あいなぷぅ）
- 千鳥のクセがスゴいネタGP（フジテレビ、2020年10月8日初出演）
- THEカラオケ★バトル（テレビ東京、2021年3月21日 - ）
- 水曜日のダウンタウン（TBS、2021年5月26日 -ほしの、2023年2月22日）
- 行列のできる相談所（日本テレビ、2021年5月30日 - ほしの、2022年9月11日）
- ダウンタウンDX（読売テレビ、2021年12月9日 - 初出演）
- ぐるぐるナインティナイン（日本テレビ、2022年9月22日「ダレダレ? コスプレショー」）- あいなぷぅ

#### 過去の出演番組
レギュラー
- 冗談騎士（BSフジ、2018年4月 - 2020年3月12日）
- モンモンZ (NHK Eテレ、2021年3月21日 - 2023年3月18日）ナレーション -ほしの
- Z STUDIOひまつぶ荘（日本テレビ、2022年4月22日 -2023年3月23日）ナレーション -ほしの
- BomberE 「パーパーのボカロ入門」（名古屋テレビ放送、2021年10月5日 -2023年8月1日）

### テレビドラマ
- ヒモメン第5話（2018年8月25日、テレビ朝日）-（ほしの）
- でっけぇ風呂場で待ってます 第2話（2021年2月2日、日本テレビ）- たっくん（ほしの）、まいまい（あいなぷぅ） 役[25]
- 名古屋行き最終列車2021 最終話（2021年2月17日、名古屋テレビ放送）- たかし 役（ほしの）
- イタイケに恋して　第1話（2021年7月1日、日本テレビ） - 痩せた男 役（ほしの） [47]
- オクトー 〜感情捜査官 心野朱梨〜 第2話（2022年7月15日、読売テレビ） - 鳴島響子（事件マンションの住民）役（あいなぷぅ）
- 名古屋行き最終列車2022  第3夜（名古屋テレビ放送、2022年1月25日）- たかし 役（ほしの）
- ノンレムの窓 2023・新春 第1話「匿う男」（2023年1月7日、日本テレビ） - 中野和友 役（ほしの）[48]
- 孤独のグルメ配信オリジナル2 五郎、芸人まみれ（2023年3月27日、Paravi / Lemino） - バイト 役（ほしの）[49]
- 春は短し恋せよ男子。（2023年4月25日 、日本テレビ） - 同級生 石田 役（ほしの）[50]
- こういうのがいい（2023年10月30日 - 12月18日、朝日放送テレビ） - 拝島陸夫 役（ほしの）[51]
- なんで私が神説教 第1話（2025年4月12日、日本テレビ） - ファミレス店員 役（ほしの）[52]

### ラジオ
- パーパーのオールナイトニッポンR（ニッポン放送、2018年2月11日）『三四郎のオールナイトニッポン0 年越し初笑いスペシャル』優勝特典
- パーパーのオールナイトニッポンR（ニッポン放送、2018年1月6日）
- パーパー あいなぷぅのたたかわないヒロインが好き（文化放送『A&Gリクエストアワー 阿澄佳奈のキミまち!』内、2022年1月1日 - 3月26日、）[53]

### Web（ほしの）
- ジュリアナHOSHINO（TwitCasting）
- ほしのディスコのUTA魂♪（超!A&G+、2021年7月4日 - 2022年3月27日）
- 戦国サウナ（YouTube、2023年11月13日 - ） - 森蘭丸 役[54]
- カチコチTV（FANZA TV）

### 映画
- 劇場版 ほんとうにあった怖い話 事故物件芸人2（2021年5月14日、NSW）[55]
- 有吉の壁 カベデミー賞 THE MOVIE（2022年6月11日、ライブビューイングジャパン）[56]　
  - 「ドライブ・アイ・サー」（ほしの）
  - 「秋定麗子物語～A pionner of all things～」（あいなぷぅ）
- 劇場版『Re:STARS 〜未来へ繋ぐ2つのきらぼし〜』　-マタル 役（ほしの）

### CM
- Rivergame「トップウォー」（ほしの）
  - 『間に合～う！』編 （2021年5月15日 - ） [57]
  - 『驚異の新人』編 （2021年12月25日 - ）  [58]

### DVD
- きらきらパチパチしゅわしゅわ（2018年6月27日、ソニー・ミュージックマーケティング）
- ネタの笑タイム2 これであなたもお笑い通（2018年8月22日、ソニー・ミュージックマーケティング）
- ネタの笑タイム4  推しネタ満載! 爆笑必至 （2022年8月10日、ソニー・ミュージックマーケティング）

### 楽曲配信
ラブリーツインズ 名義
- 「Impossible Love」（作詞作曲：SLOTH）2021年7月2日

星野一成 名義（ほしのディスコ）
- 「いとしの悪魔ちゃん」（ドリーミュージック　作詞：西野蒟蒻、作曲：寺岡呼人、編曲：TOTEM HIM'S）2022年4月27日
- 「サヨナラの向こうへ」（作詞作曲：猫山脈【にゃんぞぬデシ、米澤森人】）2023年3月18日

### CDシングル
星野一成 名義（ほしのディスコ）
2022年4月27日の『いとしの悪魔ちゃん』楽曲配信日に合わせてCDシングル発売を発表し、MVフルバージョンがYouTubeのdreamusicチャンネルで公開された。また「星のDISCO」のMVがCD発売日と同時配信、さらに6月19日に英語字幕版が同チャンネルで配信された。「星のDISCO」「歩いてゆこう」は作詞作曲寺岡呼人／編曲青柳誠、「星降る夜に」は作詞作曲寺岡呼人／編曲ミトカツユキによる。
| 発売日       | タイトル         | 形態   | 内容 | 品番                    |
| ------------ | ---------------- | ------ | --- | ----------------------- |
| 2022年6月8日 | ほしのディスコEP | CD+DVD | CD 1. いとしの悪魔ちゃん 2. 星のDISCO 3. 星降る夜に 4. 歩いてゆこう 5. いとしの悪魔ちゃん（Instrumental） 6. 星のDISCO（Instrumental） 7. 星降る夜に（Instrumental） 8. 歩いてゆこう（Instrumental） DVD 1. いとしの悪魔ちゃん Music Video 2. 星のDISCO Music Video 3. ドキュメンタリー映像（Interview,Recording＆MV Making Scenes） | MUCD-8164（初回限定盤） |
| 2022年6月8日 | ほしのディスコEP | CD     | 上記CDに同じ | MUCD-1484（通常盤）     |

### 書籍
- 星屑物語（2023年4月24日 文藝春秋 ISBN 978-4-16-391693-4[60]）